# Adam di Hereford
Adam di Hereford, signore di Leixlip (Hereford, 1150 circa – 1220 circa), è stato un nobile e cavaliere medievale normanno, tra i più importanti baroni anglo-irlandesi del XII-XIII secolo.

## Biografia
Adam di Hereford nacque all'incirca alla metà del XII secolo, poiché viene descritto come "giovane" (juvenis) al momento del suo arrivo in Irlanda nel 1170. Era un cavaliere al servizio di Riccardo di Clare, II conte di Pembroke, e partecipò all'invasione normanna dell'Irlanda. Acquisì vari feudi e fece costruire un castello a Leixlip, divenendone signore. Dopo la morte di Riccardo nel 1176, Adam divenne uno dei principali baroni del Leinster e si legò alla monarchia inglese, in particolare a re Giovanni Senzaterra, che lo ringraziò in alcune lettere dei primi anni del XIII secolo per aver saputo mantenere l'ordine nelle sempre turbolente terre irlandesi. Con gli anni accumulò un notevole patrimonio, ottenendo possedimenti nelle contee di Laois, Kildare, Meath, Louth (l'antica Uriel) e Limerick e anche in Gran Bretagna.
Con l'indebolimento dell'autorità di Giovanni si legò al grande feudatario Guglielmo il Maresciallo, che gli concesse un donativo per aver fatto da testimone alla ratifica di alcuni documenti. Giovanni allora, nel tentativo di ottenere nuovamente il suo sostegno, gli concesse delle nuove terre presso Dublino (4 carucates, antica unità di misura inglese corrispondente a circa 480 acri). Adam di Hereford rimase alleato di Guglielmo, sostenendo comunque apertamente il re nella sua disputa con papa Innocenzo III.
Nel 1219 era ancora vivo, poiché lui e un altro signore locale anglo-irlandese, Warrisius de Peche, effettuarono una donazione di alcune terre ai monaci dell'ordine di San Vittore, che ricevettero dei lotti nella località di Santa Caterina presso Lucan perché vi costruissero un priorato (oggi vi è un parco). Alla sua morte, avvenuta poco più tardi, gli successero Thomas di Hereford seguito da Stephen di Hereford, forse suoi figli.